# 特雷洛峰
45°41′34″N 06°11′47″E / 45.69278°N 6.19639°E

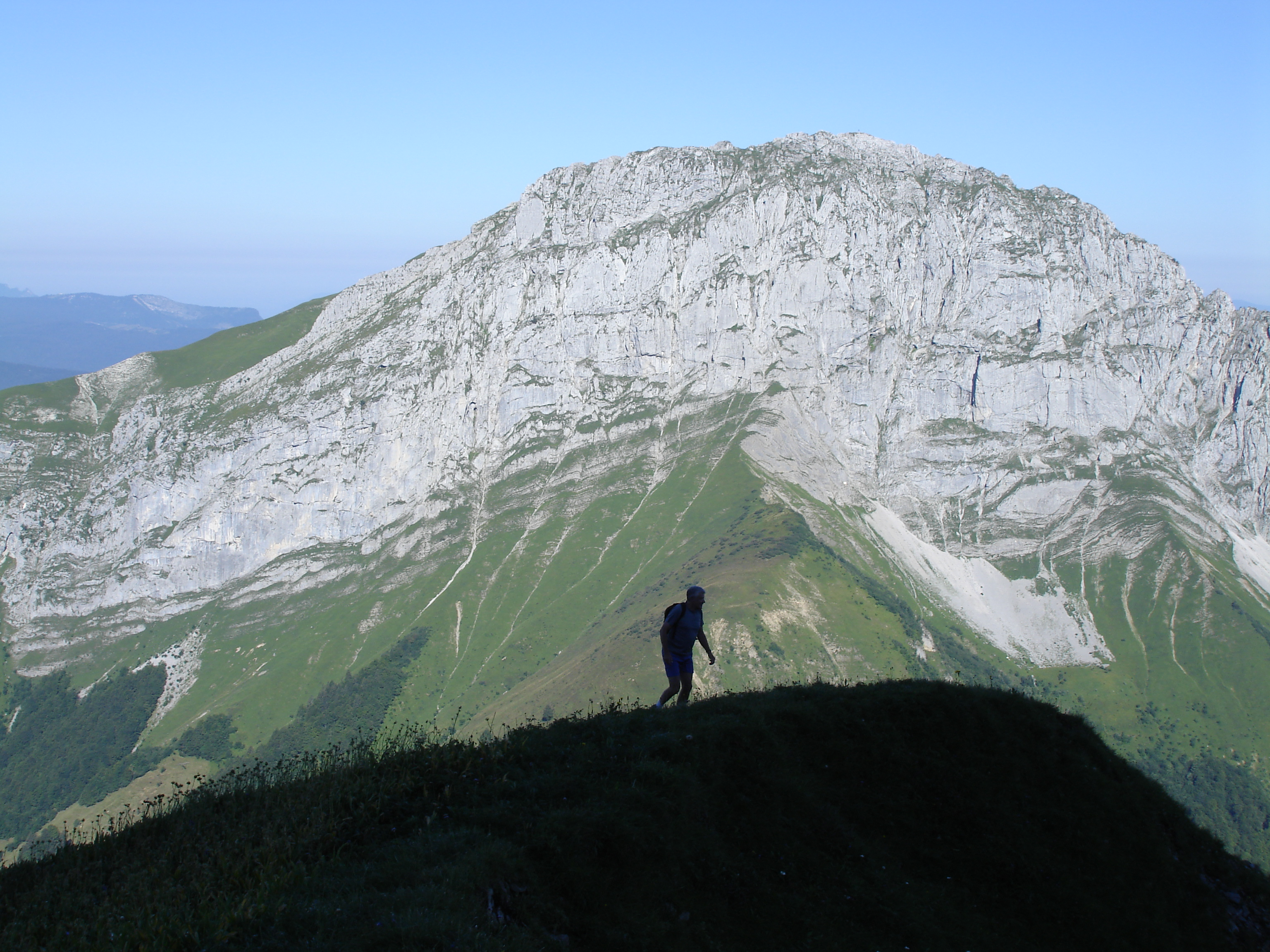

特雷洛峰（法語：Trélod），是法國的山峰，位於該國東南部，由奧弗涅-羅納-阿爾卑斯大區負責管轄，屬於博日山脈的一部分，該山峰海拔高度2,181米。